# Ricordati di me
Ricordati di me è un film del 2003 diretto da Gabriele Muccino con Fabrizio Bentivoglio, Laura Morante, Silvio Muccino, Monica Bellucci e Nicoletta Romanoff alla sua prima apparizione cinematografica.
Il film è uscito nelle sale cinematografiche italiane il 14 febbraio 2003.

## Trama
Roma. La famiglia Ristuccia è apparentemente normale e unita, ma ogni suo componente nasconde una profonda insoddisfazione. Carlo, il marito, lavora con scarso successo per una società di assicurazioni, fantasticando sulla possibilità di completare il romanzo iniziato in gioventù, quando sognava di diventare scrittore. Giulia, la moglie, è una professoressa di lettere che aspira a diventare attrice, ma quando si lancia nella preparazione di uno spettacolo teatrale perché infatuata dal regista (che si rivelerà poi omosessuale), finisce prigioniera dei suoi complessi e delle sue paure. Paolo, il figlio primogenito, è un ragazzo insicuro che non riesce a dichiararsi alla ragazza che gli piace, temendo di essere un fallito e invisibile ai suoi occhi. Valentina, la figlia quasi maggiorenne, vive nell'ossessione di diventare una showgirl della TV e pur di riuscirci maschera le sue paure da adolescente costruendosi un'immagine di ragazza senza scrupoli. Tutti si sentono soli e, non sapendo stabilire relazioni autentiche con gli altri componenti della famiglia, cercano a loro modo di uscire dall'incubo di una vita che sembra avviarli sulla via dell'oblio.
Il precario equilibrio famigliare si rompe quando Carlo incontra una sua vecchia fiamma, Alessia, e comincia con lei una relazione extraconiugale, senza far nulla per nasconderla. Da questo momento, Giulia cade nella disperazione più totale e tutto l'assetto familiare va in pezzi. Nel frattempo, Alessia decide di lasciare marito e figli e fissa per telefono un appuntamento con Carlo per fuggire con lui. Quando Carlo esce di casa inseguito dalla moglie, però, viene investito da un'auto.
L'incidente rimescola le carte. Alessia, che non sa nulla dell'incidente, si convince che Carlo non abbia avuto il coraggio di lasciare la famiglia ed esce di scena. Giulia si dedica a tempo pieno al recupero del marito e continua a preparare lo spettacolo teatrale con rinnovato entusiasmo, ottenendo anche un lusinghiero successo. I figli, quando apprendono che il padre si salverà, tornano a coltivare i loro progetti. Paolo organizza la sua festa di compleanno che, pur rivelandosi l'ennesimo fiasco, gli fa trovare il coraggio di chiudere con la ragazza che insegue inutilmente. Si fidanzerà poi con un'altra ragazza conosciuta in vacanza. Valentina riesce a diventare un'Alina di Alì Babà, famoso quiz preserale, concedendosi al presentatore del programma e accettando di avere con lui una relazione puramente sessuale.
In occasione del Natale, però, Carlo incontra Alessia al supermercato e qualche ora dopo la richiama. Il film si conclude con una foto di famiglia in cui Carlo atteggia la bocca a un finto sorriso, lasciando intravedere che il ritrovato equilibrio è chiaramente destinato a rompersi di nuovo.

## Colonna sonora
La colonna sonora del film è stata pubblicata in due CD, il primo dei quali contiene una compilation delle canzoni utilizzate nel film, mentre il secondo contiene le musiche originali composte da Paolo Buonvino. La cover di Almeno tu nell'universo interpretata da Elisa è stata pubblicata come singolo.

### Disco 1
1. Elisa - Almeno tu nell'universo
2. Gomez - Waster
3. Françoise Hardy - Des ronds dans l'eau
4. Mousse T feat. Emma Lanford - Fire
5. Pacifico - Il faraone
6. Geri Halliwell - Look at Me
7. Lina - Ange Decu
8. Marina Rei - La parte migliore di me
9. The Gimmicks - Roda
10. Zoo di Venere - Killer (Ogni istante è l'ultimo)
11. Lionrock - Rude Boy Rock
12. Mina - Sabor a Mi
13. The Coda - Have Some Fun
14. Lucio Dalla - Anna e Marco
15. Imani Coppola - Fake Is the New Real
16. Pacifico - Ricordati di me

### Disco 2
1. Questo è il quartiere di Giulia e Carlo
2. Comincia un nuovo giorno
3. Quello che resta
4. Il momento di Valentina
5. Tutto si fermò
6. Sospesi
7. L'occasione perduta
8. Ali Baba
9. Il profumo di lei
10. Volevano diventare qualcuno
11. Il gioco delle parti
12. Il valzer di Giulia
13. L'immagine di Paolo
14. È vera felicità?
15. Christmas Song

## Riconoscimenti
- 2003 - David di Donatello
  - Nomination Miglior film
  - Nomination Miglior regista a Gabriele Muccino
  - Nomination Migliore attore protagonista a Fabrizio Bentivoglio
  - Nomination Migliore attrice protagonista a Laura Morante
  - Nomination Migliore attrice non protagonista a Monica Bellucci
  - Nomination Migliore attrice non protagonista a Nicoletta Romanoff
  - Nomination Miglior sceneggiatura a Gabriele Muccino e Heidrun Schleef
  - Nomination Miglior produttore a Fandango
  - Nomination Miglior montaggio a Claudio Di Mauro
  - Nomination Miglior suono in presa diretta a Gaetano Carito
- 2003 - Nastro d'argento
  - Migliore attrice non protagonista a Monica Bellucci
  - Migliore sceneggiatura a Gabriele Muccino e Heidrun Schleef
  - Miglior produttore a Fandango
  - Premio Guglielmo Biraghi a Silvio Muccino e Nicoletta Romanoff
  - Nomination Regista del miglior film a Gabriele Muccino
  - Nomination Migliore attore protagonista a Fabrizio Bentivoglio
  - Nomination Migliore attrice protagonista a Laura Morante
  - Nomination Miglior sonoro a Gaetano Carito
  - Nomination Miglior montaggio a Claudio Di Mauro
  - Nomination Migliore canzone originale (Ricordati di me) a Pacifico
- 2003 - Globi d'oro
  - Nomination Migliore regia a Gabriele Muccino
  - Nomination Migliore attore a Fabrizio Bentivoglio
- 2003 - Ciak d'oro
  - Miglior regia a Gabriele Muccino[2]
  - Migliore attore protagonista a Fabrizio Bentivoglio[2]
  - Migliore produttore a Domenico Procacci[2]
  - Nomination Miglior attrice non protagonista a Monica Bellucci
- 2003 - Capri, Hollywood
  - Capri Exploit Award a Silvio Muccino
- 2003 - Italian Online Movie Awards
  - Nomination Miglior film italiano